# Springfield Township (comté de Winneshiek, Iowa)
Pour les articles homonymes, voir Springfield Township.
Springfield Township est un township, du comté de Winneshiek en Iowa, aux États-Unis.